# Harry Vaulkhard
Harry Vaulkhard, född 14 oktober 1985 i Newcastle-upon-Tyne, är en brittisk racerförare.

## Racingkarriär
Vaulkhard har, innan han började tävla i British Touring Car Championship 2008, tävlat i SEAT Cupra Great Britain med en stor framgång säsongen 2007, då han vann mästerskapet. När han sedan gick över till British Touring Car Championship skördade han inte några större framgångar. En femteplats som bäst på Donington Park säsongen 2009 och totalt en sextonde plats. Han körde även i European Touring Car Cup, med sitt team bamboo-engineering, 2009, då han ett tag ledde race 2, innan han blev stressad av banan. Säsongen 2010 tog bamboo-engineering steget upp till World Touring Car Championship, med Vaulkhard och Darryl O'Young som förare. Britten tvingades dock lämna mästerskapet, efter drygt halva säsongen, på grund av att hans huvudsponsor lämnat honom.
| År                                               | Klass/Mästerskap                                               | Team                            | Bil               | Totalt/poäng | Bästa placering           |
| ------------------------------------------------ | -------------------------------------------------------------- | ------------------------------- | ----------------- | ------------ | ------------------------- |
| 2005                                             | SEAT Cupra Great Britain                                       | J.S. Motorsport                 | SEAT Cupra        | 11:a/42p     | ?                         |
| 2006                                             | SEAT Cupra Great Britain                                       | 42nd Street Realty Triple R     | SEAT Cupra        | 9:a/69p      | ?                         |
| 2007                                             | SEAT Cupra Great Britain - R class                             | Triple R                        | SEAT Cupra        | 1:a/267p     | Fyra segrar               |
| 2007                                             | Renault Clio Cup Great Britain Winter Series                   | Robertshaw Racing               | Renault Clio      | 11:a/41p     | ?                         |
| 2008                                             | British Touring Car Championship                               | Robertshaw Racing               | Chevrolet Lacetti | 19:e/2p      | Två tiondeplatser         |
| 2009                                             | British Touring Car Championship                               | Tempus Sport bamboo-engineering | Chevrolet Lacetti | 16:e/22p     | 5:a på Donington (Race 1) |
| 2009                                             | European Touring Car Cup                                       | bamboo-engineering              | Chevrolet Lacetti | 5:a/7p       | 5:a i Braga (Race 1)      |
| 2010                                             | World Touring Car Championship                                 | bamboo-engineering              | Chevrolet Lacetti | 21:a/1p      | 10:a på Monza (Race 1)    |
| 2010                                             | World Touring Car Championship - Yokohama Independents' Trophy | bamboo-engineering              | Chevrolet Lacetti | 8:e/61p      | 1:a på Monza (Race 1)     |
| 2010                                             | World Touring Car Championship - Rookie Challenge              | bamboo-engineering              | Chevrolet Lacetti | 6:a/61p      | Fyra tredjeplatser        |
| Senast uppdaterad: 2011-04-24 (4987 dagar sedan) |                                                                |                                 |                   |              |                           |